# Apeadeiro de Cardeais
O Apeadeiro de Cardeais foi uma interface do Ramal de Portalegre, que servia a localidade de Monte do Cardeal, no município de Estremoz, em Portugal.

## História
Este apeadeiro situava-se no lanço entre Estremoz e Sousel, que entrou ao serviço em 23 de Agosto de 1925. O lanço entre Estremoz e Portalegre foi encerrado pela operadora Caminhos de Ferro Portugueses em 2 de Janeiro de 1990.